# Olympische Sommerspiele 2004/Leichtathletik – 400 m Hürden (Frauen)
Der 400-Meter-Hürdenlauf der Frauen bei den Olympischen Spielen 2004 in Athen wurde am 21., 22. und 25. August 2004 im Olympiastadion Athen ausgetragen. 33 Athletinnen nahmen teil.
Olympiasiegerin wurde die Griechin Fani Chalkia. Sie gewann vor der Rumänin Ionela Târlea und der Ukrainerin Tetjana Tereschtschuk-Antipowa.
Für Deutschland ging Ulrike Urbansky an den Start, die im Halbfinale ausschied.

Athletinnen aus der Schweiz, Österreich und Liechtenstein nahmen nicht teil.

## Aktuelle Titelträgerinnen
| Olympiasiegerin 2000                      | Irina Priwalowa ( Russland)           | 53,02 s | Sydney 2000        |
| Weltmeisterin 2003                        | Jana Pittman ( Australien)            | 53,22 s | Paris 2003         |
| Europameisterin 2002                      | Ionela Târlea ( Rumänien)             | 54,95 s | München 2002       |
| Panamerikanische Meisterin 2003           | Joanna Hayes ( USA)                   | 54,77 s | Santo Domingo 2003 |
| Zentralamerika und Karibik-Meisterin 2003 | Allison Beckford ( Jamaika)           | 55,12 s | St. George’s 2003  |
| Südamerika-Meisterin 2003                 | Lucimar Teodoro ( Brasilien)          | 56,86 s | Barquisimeto 2003  |
| Asienmeisterin 2003                       | Huang Xiaoxiao ( Volksrepublik China) | 55,66 s | Manila 2003        |
| Afrikameisterin 2004                      | Surita Febbraio ( Südafrika)          | 55,12 s | Brazzaville 2004   |
| Ozeanienmeisterin 2002                    | Mae Koime ( Papua-Neuguinea)          | 69,15 s | Christchurch 2002  |

## Rekorde

### Bestehende Rekorde
| Weltrekord         | 52,34 s | Julija Petschonkina ( Russland) | Tula, Russland         | 8. August 2003 |
| Olympischer Rekord | 52,82 s | Deon Hemmings ( Jamaika)        | Finale OS Atlanta, USA | 31. Juli 1996  |

### Rekordverbesserungen
Der Olympiarekord wurde verbessert und außerdem gab es zwei Landesrekorde.
- Olympiarekord:
  - 52,77 s – Fani Chalkia (Griechenland), zweites Halbfinale am 22. August
- Landesrekorde:
  - 53,85 s – Fani Chalkia (Griechenland), zweiter Vorlauf am 21. August
  - 53,37 s – Tetjana Tereschtschuk-Antipowa (Ukraine), zweites Halbfinale am 22. August

## Vorrunde
Insgesamt wurden fünf Vorläufe absolviert. Für das Halbfinale qualifizierten sich pro Lauf die ersten zwei Athletinnen (hellblau unterlegt). Darüber hinaus kamen die sechs Zeitschnellsten, die sogenannten Lucky Loser (hellgrün unterlegt), weiter.
Anmerkung: Alle Zeitangaben sind auf Ortszeit Athen (UTC+2) bezogen.

### Vorlauf 1
21. August 2004, 9:05 Uhr
| Platz | Name                           | Nation       | Zeit (s) |
| ----- | ------------------------------ | ------------ | -------- |
| 1     | Julija Petschonkina            | Russland     | 53,57    |
| 2     | Tetjana Tereschtschuk-Antipowa | Ukraine      | 54,63    |
| 3     | Ulrike Urbansky                | Deutschland  | 55,15    |
| 4     | Monika Niederstätter           | Italien      | 55,57    |
| 5     | Cora Olivero                   | Spanien      | 56,19    |
| 6     | Patrina Allen                  | Jamaika      | 56,40    |
| 7     | Aïssata Soulama                | Burkina Faso | 57,60    |

### Vorlauf 2
21. August 2004, 9:12 Uhr
| Platz | Name                            | Nation     | Zeit (s) |
| ----- | ------------------------------- | ---------- | -------- |
| 1     | Jana Pittman                    | Australien | 54,83    |
| 2     | Jekaterina Bikert               | Russland   | 54,95    |
| 3     | Natalija Torschina-Alimschanowa | Kasachstan | 55,22    |
| 4     | Ieva Zunda                      | Lettland   | 56,21    |
| 5     | Benedetta Ceccarelli            | Italien    | 56,28    |
| 6     | Surita Febbraio                 | Südafrika  | 56,49    |

### Vorlauf 3

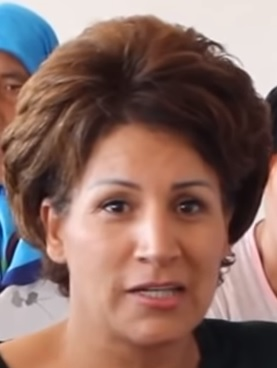
Nezha Bidouane – ausgeschieden als Dritte des dritten Vorlaufs
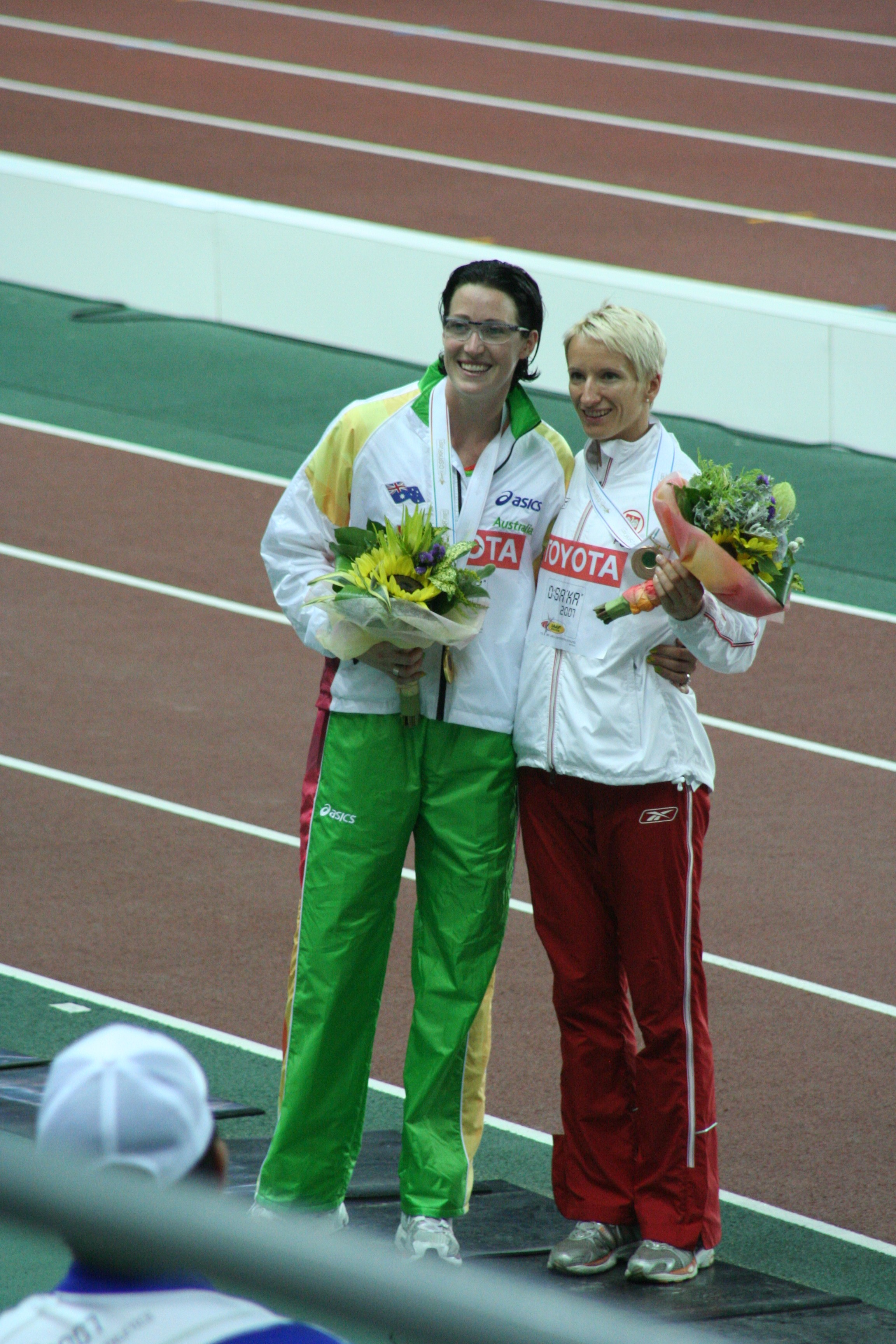
Anna Jesień (rechts, links neben ihr Jana Pittman, damals Jana Rawlinson) schied aus als Vierte des dritten Vorlaufs

21. August 2004, 9:19 Uhr
| Platz | Name            | Nation      | Zeit (s) |
| ----- | --------------- | ----------- | -------- |
| 1     | Ionela Târlea   | Rumänien    | 54,41    |
| 2     | Brenda Taylor   | USA         | 54,72    |
| 3     | Nezha Bidouane  | Marokko     | 55,69    |
| 4     | Anna Jesień     | Polen       | 56,03    |
| 5     | Shevon Stoddart | Jamaika     | 56,61    |
| 6     | Klodiana Shala  | Albanien    | 60,00    |
| DNS   | Stephanie Kampf | Deutschland |          |

### Vorlauf 4
21. August 2004, 9:26 Uhr
| Platz | Name                  | Nation       | Zeit (s) | Anmerkung |
| ----- | --------------------- | ------------ | -------- | --------- |
| 1     | Fani Chalkia          | Griechenland | 53,85    | NR        |
| 2     | Lashinda Demus        | USA          | 54,66    |           |
| 3     | Jekaterina Bachwalowa | Russland     | 55,16    |           |
| 4     | Debbie-Ann Parris     | Jamaika      | 55,21    |           |
| 5     | Yvonne Harrison       | Puerto Rico  | 55,84    |           |
| 6     | Mame Tacko Diouf      | Senegal      | 57,25    |           |
| 7     | Salhate Djamalidine   | Komoren      | 59,72    |           |

### Vorlauf 5

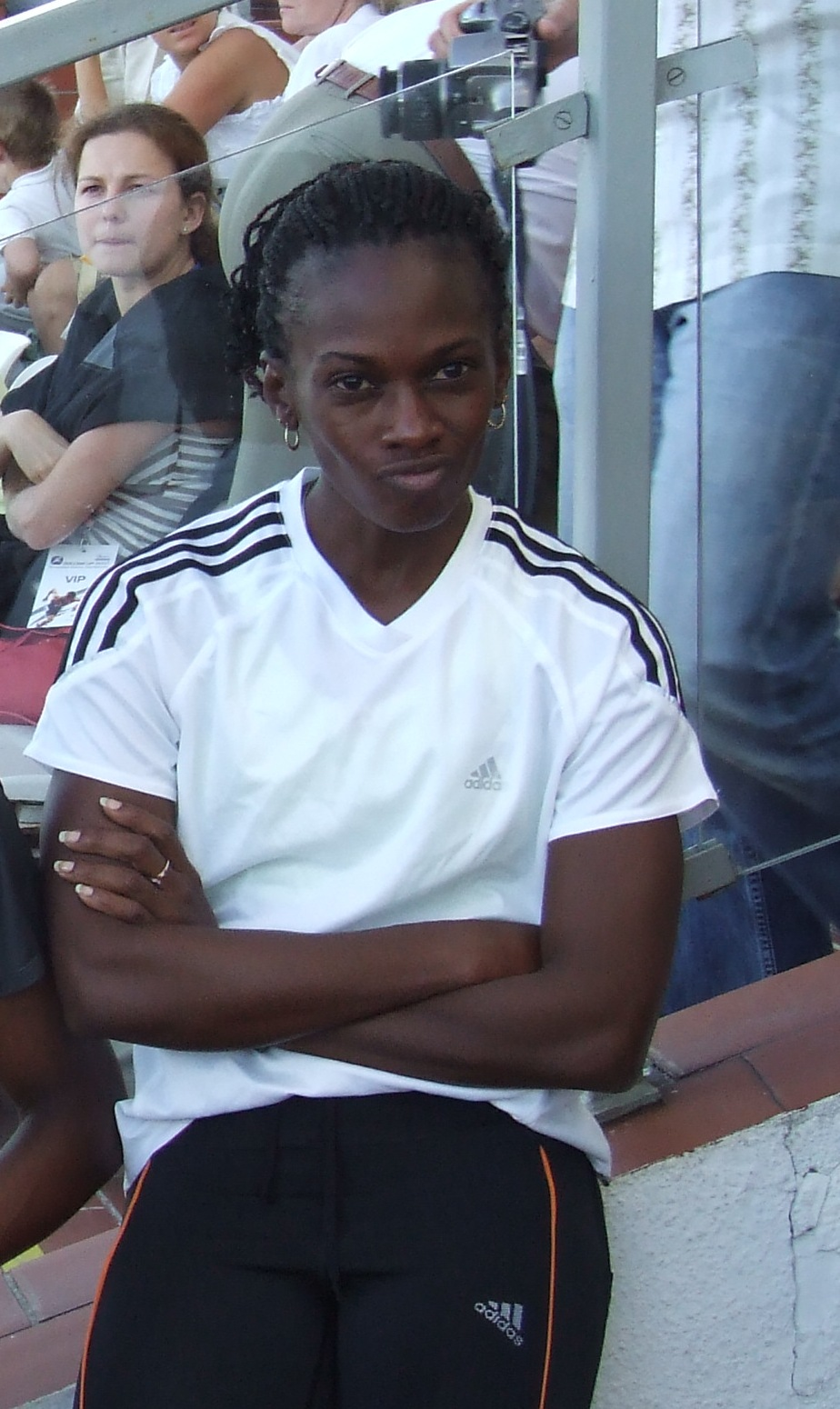
Andrea Blackett – ausgeschieden als Sechste des fünften Vorlaufs

21. August 2004, 9:33 Uhr
| Platz | Name             | Nation              | Zeit (s) |
| ----- | ---------------- | ------------------- | -------- |
| 1     | Małgorzata Pskit | Polen               | 54,75    |
| 2     | Sheena Tosta     | USA                 | 54,81    |
| 3     | Huang Xiaoxiao   | Volksrepublik China | 54,81    |
| 4     | Androula Sialou  | Zypern              | 55,02    |
| 5     | Daimí Pernía     | Kuba                | 55,91    |
| 6     | Andrea Blackett  | Barbados            | 56,49    |
| 7     | Galina Pedan     | Kirgisistan         | 59,02    |

## Halbfinale
Für das Finale qualifizierten sich in den beiden Läufen die jeweils ersten vier Läuferinnen (hellblau unterlegt).

### Lauf 1

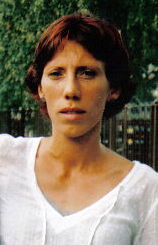
Małgorzata Pskit – ausgeschieden als Sechste des ersten Halbfinals
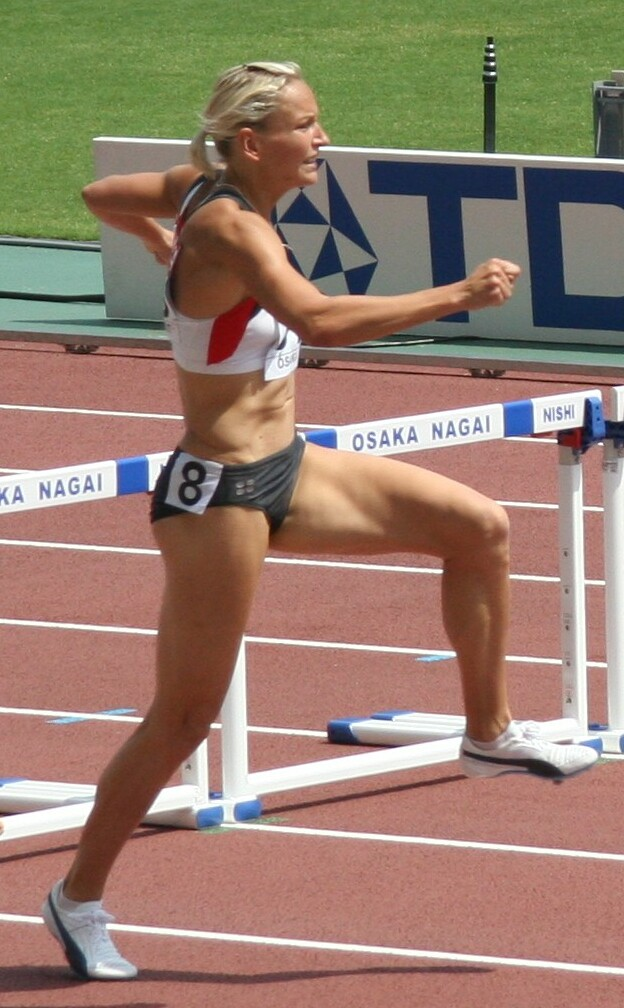
Ulrike Urbansky – ausgeschieden als Siebte des ersten Halbfinals

22. August 2004, 21:20 Uhr
| Platz | Name                            | Nation      | Zeit (s) |
| ----- | ------------------------------- | ----------- | -------- |
| 1     | Julija Petschonkina             | Russland    | 53,31    |
| 2     | Jana Pittman                    | Australien  | 54,05    |
| 3     | Sheena Tosta                    | USA         | 54,32    |
| 4     | Brenda Taylor                   | USA         | 55,02    |
| 5     | Natalija Torschina-Alimschanowa | Kasachstan  | 55,08    |
| 6     | Małgorzata Pskit                | Polen       | 55,24    |
| 7     | Ulrike Urbansky                 | Deutschland | 56,44    |
| 8     | Androula Sialou                 | Zypern      | 65,72    |

### Lauf 2

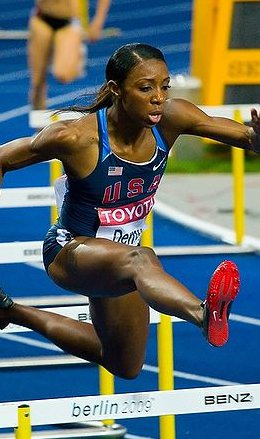
Lashinda Demus – ausgeschieden als Fünfte des zweiten Halbfinals

22. August 2004, 21:29 Uhr
| Platz | Name                           | Nation              | Zeit (s) | Anmerkung |
| ----- | ------------------------------ | ------------------- | -------- | --------- |
| 1     | Fani Chalkia                   | Griechenland        | 52,77    | OR        |
| 2     | Ionela Târlea                  | Rumänien            | 53,32    |           |
| 3     | Tetjana Tereschtschuk-Antipowa | Ukraine             | 53,37    | NR        |
| 4     | Jekaterina Bikert              | Russland            | 53,79    |           |
| 5     | Lashinda Demus                 | USA                 | 54,32    |           |
| 6     | Jekaterina Bachwalowa          | Russland            | 54,98    |           |
| 7     | Debbie-Ann Parris              | Jamaika             | 54,99    |           |
| 8     | Huang Xiaoxiao                 | Volksrepublik China | 55,53    |           |

## Finale

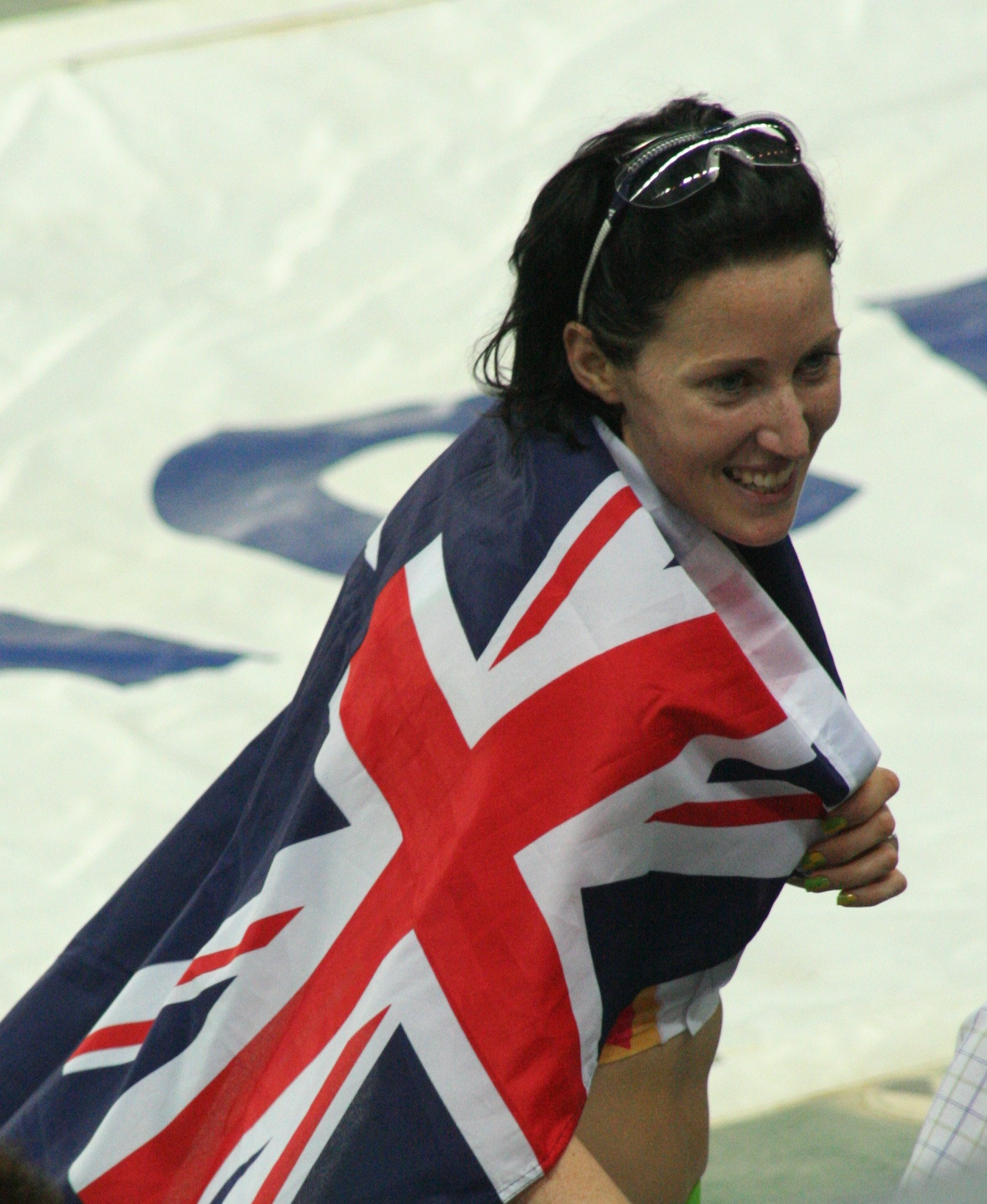
Jana Pittman belegte im Finale Rang fünf
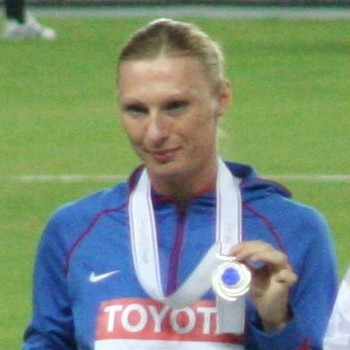
Julija Petschonkina wurde Olympiaachte

25. August 2004, 21:55 Uhr
| Platz | Name                           | Nation       | Zeit (s) |
| ----- | ------------------------------ | ------------ | -------- |
| 1     | Fani Chalkia                   | Griechenland | 52,82    |
| 2     | Ionela Târlea                  | Rumänien     | 53,38    |
| 3     | Tetjana Tereschtschuk-Antipowa | Ukraine      | 53,44    |
| 4     | Sheena Tosta                   | USA          | 53,83    |
| 5     | Jana Pittman                   | Australien   | 53,92    |
| 6     | Jekaterina Bikert              | Russland     | 54,18    |
| 7     | Brenda Taylor                  | USA          | 54,97    |
| 8     | Julija Petschonkina            | Russland     | 55,79    |

Für das Finale hatten sich je zwei Russinnen und US-Amerikanerinnen sowie je eine Läuferin aus Australien, Griechenland, Rumänien und der Ukraine qualifiziert.
Für dieses Rennen gab es einen größeren Kreis von Favoritinnen. Zu ihnen gehörten die australische Weltmeisterin Jana Pittman, die russische Weltrekordlerin und WM-Dritte Julija Petschonkina, die rumänische  Europameisterin und WM-Vierte Ionela Târlea sowie die US-Athletin Sheena Tosta. Im Halbfinale hatte die griechische Läuferin Fani Chalkia, die begeistert von den Zuschauern gefeiert wurde, einen neuen hochwertigen Olympiarekord aufgestellt. Damit rückte auch sie in den Kreis der Medaillenkandidatinnen auf. Die marokkanische Weltmeisterin von 2001 Nezha Bidouane war hier in Athen zwar dabei, hatte jedoch bereits im Vorlauf die Segel streichen müssen.
Chalkia übernahm ab der siebten Hürde die Spitze. Als es in die Zielgerade ging, lag sie einen knappen Meter vor Pittman, der Ukrainerin Tetjana Tereschtschuk-Antipowa und Târlea. Alle anderen Läuferinnen hatten bereits größere Rückstände. Die australische Weltmeisterin brach auf den letzten hundert Metern ziemlich ein und verlor jede Medaillenchance. Vorne aber hatte Fani Chalkia das weitaus beste Stehvermögen. Sie gewann mit 52,82 s und war damit nur fünf Hundertstelsekunden langsamer als im Halbfinale. Ihr Vorsprung auf die Zweitplatzierte Ionela Târlea betrug 56 Hundertstelsekunden. Hinter der Rumänin kam die Ukrainerin Tetjana Tereschtschuk-Antipowa als Dritte ins Ziel. Sheena Tosta wurde mit einem starken Finish noch Vierte vor Jana Pittman und der Russin Jekaterina Bikert, während Julija Petschonkina den Lauf hinter der US-Amerikanerin Brenda Taylor als Achte und Letzte beendete.
Fani Chalkias Olympiasieg brachte die erste griechische Medaille in dieser Disziplin.
Auch Tetjana Tereschtschuk-Antipowa gewann die erste Medaille ihres Landes über 400 Meter Hürden der Frauen.

## Videolinks
- Athens 2004 Olympic Games - Fani Chalkia - Women's 400 m hurdles, youtube.com, abgerufen am 25. Februar 2022
- 2004 Olympics Women's 400m Hurdles, youtube.com, abgerufen am 11. Mai 2018